# Liechtensteinische Landesverwaltung

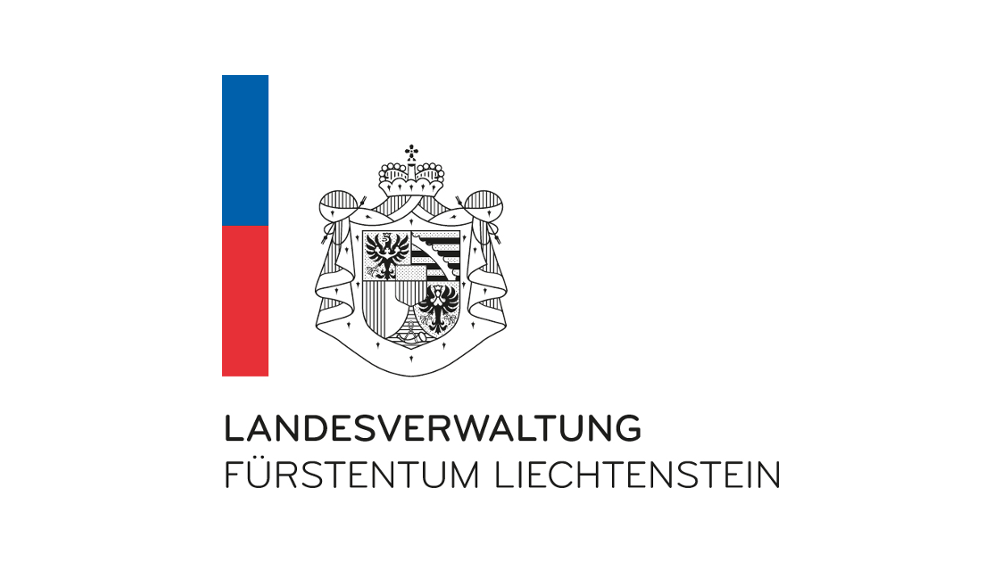
Logo der Landesverwaltung Fürstentum Liechtenstein

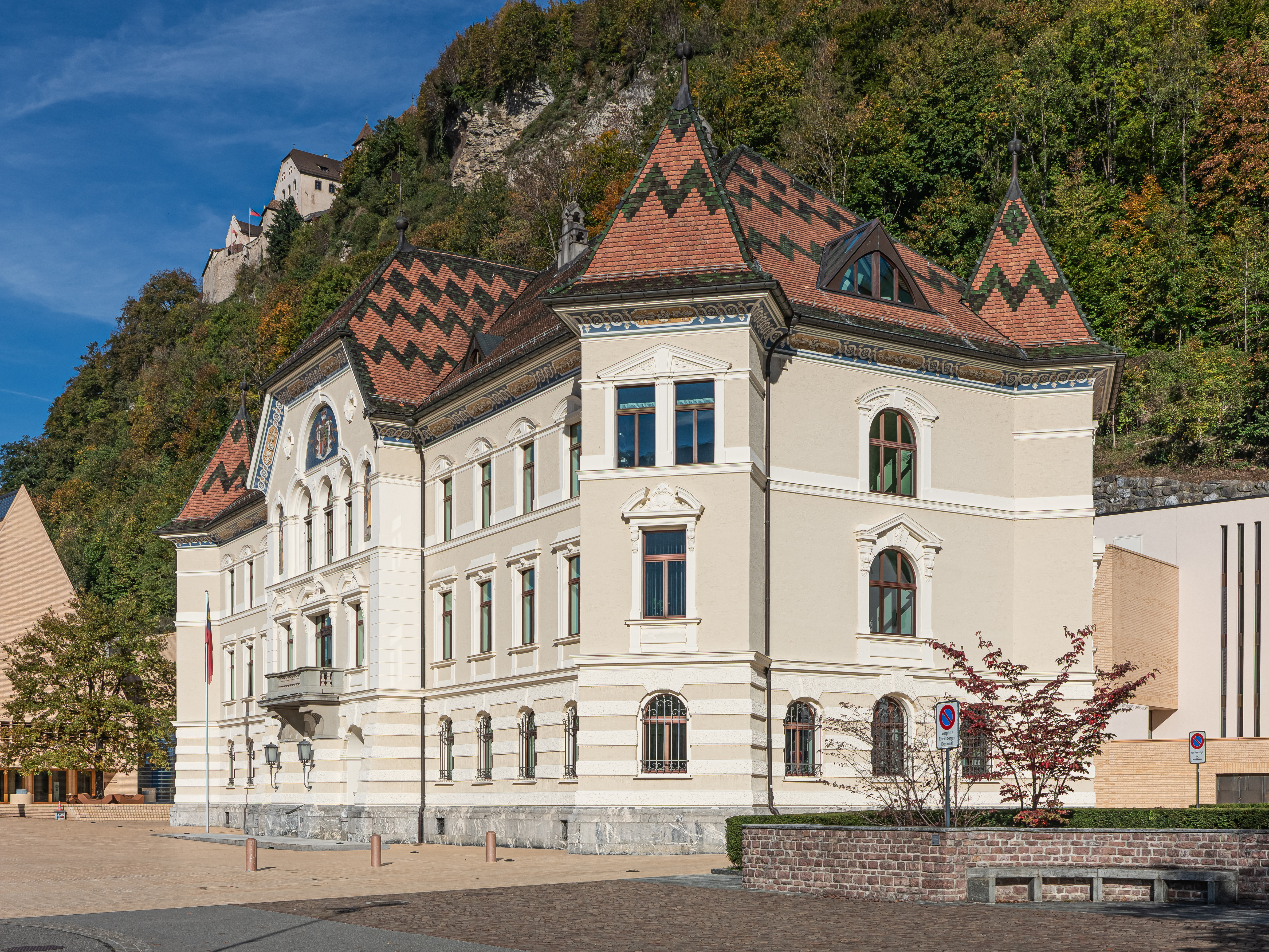
Der grösste Teil der Landesverwaltung befindet sich im Regierungsgebäude.

Die Liechtensteinische Landesverwaltung (LLV) umfasst fünf Ministerien und untersteht der Regierung. Jedes Mitglied des Regierung steht einem Ministerium vor. Der grösste Teil der Landesverwaltung ist im Regierungsgebäude in Vaduz untergebracht.

## Ministerien, Ämter und Dienststellen
Die Liechtensteinische Landesverwaltung besteht aus fünf Ministerien, 19 Ämtern und zusätzlich aus 27 Dienststellen und anderen Einrichtungen.
Die einzelnen Ministerien sind:
- Das Ministerium für Präsidiales und Finanzen
- Das Ministerium für Inneres, Wirtschaft und Umwelt
- Das Ministerium für Gesellschaft und Kultur
- Das Ministerium für Äusseres, Bildung und Sport
- Das Ministerium für Infrastruktur und Justiz

Die Eigenstaatlichkeit Liechtensteins führt im Verhältnis zur Einwohnerzahl zu einer grossen Verwaltung. 
Seit den 1930er-Jahren und vor allem aber seit 1960 kam es zu einem anhaltenden, starken Wachstum der Landesverwaltung. Andererseits ist Liechtenstein im E-Government führend.
Während lange Zeit die flache Verwaltungsorganisation mit den kurzen Amtswegen hochgehalten wurde, mehrten sich in jüngster Zeit Stimmen, die nach einer Zusammenlegung von Ämtern und einer stärkeren Hierarchisierung rufen, um eine effizientere Führung zu gewährleisten.

## Geschichte

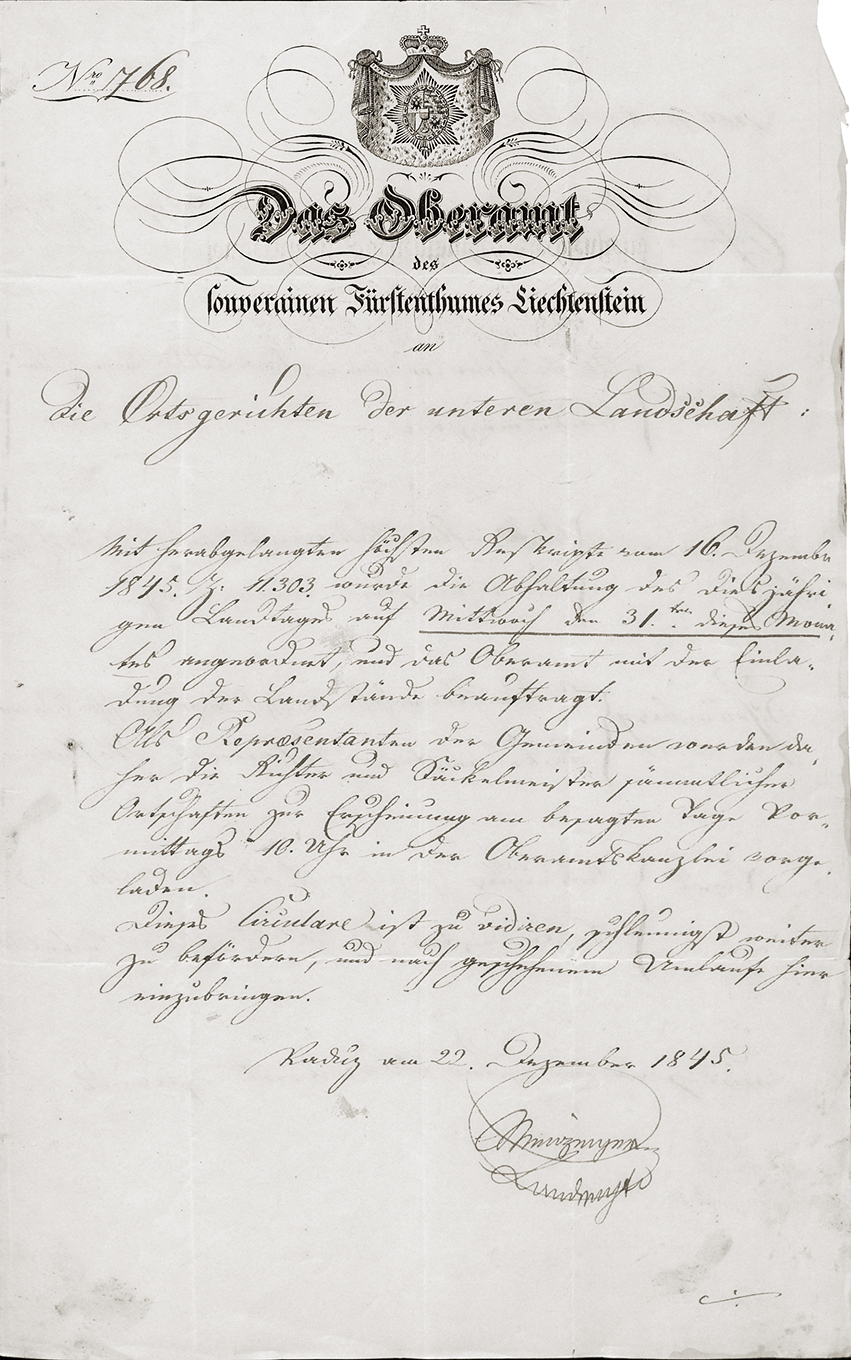
Briefpapier mit dem Staatswappen und dem offiziellen Titel des Oberamts Vaduz, ausgestellt von Landvogt Menzinger

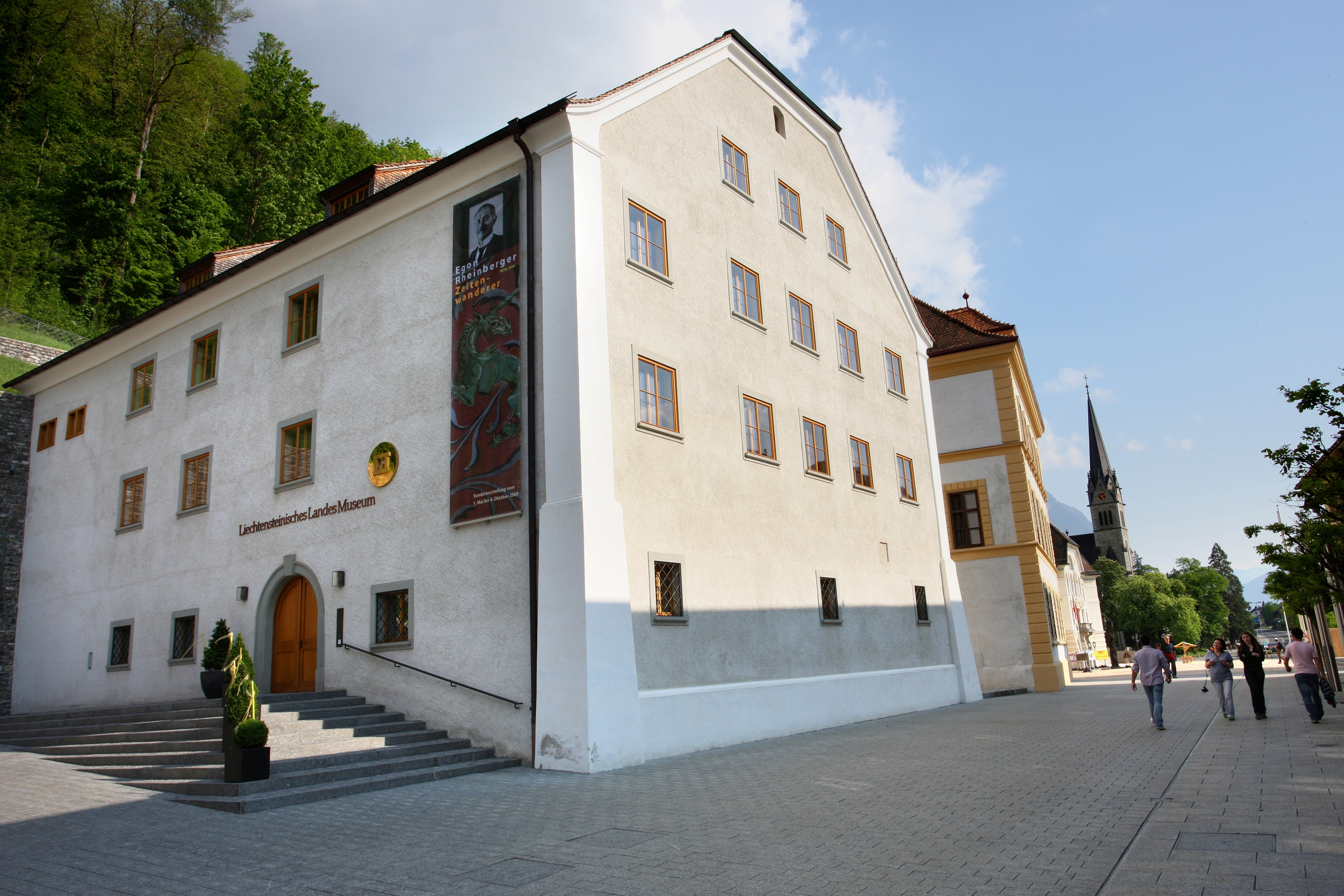
Die Herrschaftliche Taverne war 1865 bis 1905 Sitz der Landesverwaltung. Von 1809 bis 1856 befand sich das Oberamt im Verweserhaus, zuvor war es im Schloss untergebracht.

Vom 16. Jahrhundert bis 1848 war das Oberamt für die Verwaltung Liechtensteins zuständig, indem es die landesherrlichen und grundherrlichen Rechte ausübte. Es hatte seinen Sitz in Vaduz, war dem Landesherrn beziehungsweise dessen Zentralverwaltung untergeordnet und setzte sich aus dem Landvogt, der dem Oberamt vorstand, dem Rentmeister und dem Landschreiber zusammen. Das Oberamt war als Kollegialbehörde organisiert, um sachliche Entscheidungen zu gewährleisten. Es bestand eine Aufgabenteilung zwischen dem Landvogt, der für die politische Verwaltung und das Gerichtswesen zuständig war, und dem Rentmeister, der die Verantwortung für das Finanzwesen hatte.
1809 wurde ein Grundbuchamt eingerichtet, 1836 ein Waldamt. Als Zugeständnis an die Revolution wurde 1848 die Bezeichnungen Oberamt durch Regierungsamt ersetzt. Die Einnahmen aus der 1852 mit Österreich geschlossenen Zollunion ermöglichten einen personellen Ausbau der staatlichen Verwaltung mit Polizeimännern, Kanzlisten und Waldbeamten.
Mit den Verfassungen von 1862 und 1921 änderte sich jeweils auch die Verwaltung. 1862 wurde die aus dem Landesverweser, zwei nebenamtlichen Landräten und dem Sekretär als Protokollführer bestehende Regierung für die Verwaltung zuständig. In der Praxis band der Landesverweser die Zuständigkeiten weitgehend an sich.
Von 1919 bis Ende 1923 bestand eine eigene Grenzwache.
In der Verfassung von 1921 wurde die gesamte Landesverwaltung – ausser dem Schulwesen, für das der Landesschulrat zuständig war – an die Regierung übertragen. Diese konnte neben den wenigen Beamten wie dem Regierungssekretär oder der Kassenverwaltung auch Experten gegen Entlöhnung beiziehen. Bis 1945 gab es in der Besetzung der Landesverwaltung kaum Änderungen, doch nach 1945 wuchs die Landesverwaltung rasch.